# Benjamin von Persien

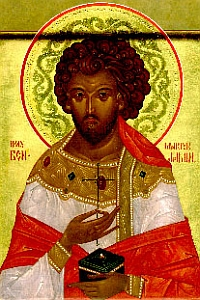
Benjamin von Persien

Benjamin von Persien (* 400; † 424) war ein christlicher Märtyrer.
Benjamin wurde in Persien geboren. Nachdem er zum Diakon geweiht worden war, begann er die Missionierung in seiner Heimat. Nachdem er 422–423 bereits deshalb in Haft genommen worden war, begann er nach seiner Freilassung erneut mit der Verkündung. Daraufhin ließ ihn König Bahram V. festnehmen und unter Folter hinrichten. Die bei seiner Ermordung verwendeten Spieße führten dazu, dass Dornen bzw. Dornenzweige zu seinen Attributen gehören.
In der katholischen Kirche ist sein Namenstag der 31. März, in den orthodoxen Kirchen der 30. März.